# Chalcopoecila
Chalcopoecila es un género de escarabajos de la familia Buprestidae.

## Especies
- Chalcopoecila ornata (Gory, 1840)
- Chalcopoecila ornatissima (Cobos, 1957)